# ここは笑いのふしぎ堂書店
『ここは笑いのふしぎ堂書店』（ここはわらいのふしぎどうしょてん、英語: Comedy Island ）は2023年11月22日よりAmazon Prime Videoでプライム会員向けに配信されているアマゾンオリジナル番組。世界240以上の国や地域で配信される予定。

## 概要
“ネタがスベると災いが起こる”世界に転生した芸人たちが、ムチャぶりの要素を足したドラマにアドリブで挑む様子を内村光良と高山一実が見届ける番組。内村はふしぎ堂書店の店長、高山は店員・琴音役を務め、書店に持ち込まれた本を2人が読み進めていくことで物語が展開する。各話のストーリー原案はリリー・フランキー、東村アキコ、石田衣良、今村翔吾、樹林伸らが担当する。

## 出演
※出演話数がないのは全話出演。

### 古書店
- 不思議堂 店主 - 内村光良（ウッチャンナンチャン）
- アルバイト 琴音 - 高山一実
- 中華店店主 ミネ - 小峠英二（バイきんぐ）（第2話）
- 囲碁仲間の三郎 - 中岡創一（ロッチ）（第4話）
- 西谷 - 田中卓志（アンガールズ）（第6話）

### 芸人
- 秋山寛貴（ハナコ）
- 安藤なつ（メイプル超合金）（第4 - 6話）
- ウド鈴木（キャイ〜ン）（第3 - 5話）
- 狩野英孝（第2、3話）
- 川村エミコ（たんぽぽ）（第1 - 3話、第5、6話）
- カンニング竹山（第1、2話）
- クロちゃん（安田大サーカス）
- 小宮浩信（三四郎）（第1話、第4 - 6話）
- 友近（第4、5話）
- 西村瑞樹（バイきんぐ）（第1 - 5話）
- 別府ともひこ（エイトブリッジ）（第1、2話）
- みちお（トム・ブラウン）（第2話）
- バービー（フォーリンラブ）（第3 - 5話）

- ギャガー芸人（カスミ軍）（第3話）
  - 上田航平
  - 篠宮暁
  - ダンディ坂野
  - ちゅうえい（流れ星☆）
  - ハリウッドザコシショウ
  - やす子
  - レッド吉田（TIM）
- カスミ軍（第3話）
  - 杵渕はな
  - サツマカワRPG
  - ワタリ119

### 島民
- タンジ - 勝地涼
- マヤ - 山下リオ
- シン - 福山翔大
- タンゴ - 村松利史（第2 - 6話）
- アヤネ - 久世星佳（第2、3、5、6話）
- ターニャ - 中島ひろ子（第2、3話）
- カスミ - 横山めぐみ（第2、3話）
- クジョー - 米本学仁
- 先生 - 永倉大輔（第1、5、6話）
- 妖艶な女性 - 橋本マナミ（第1話）
- 門番 - 小沢仁志（第2話）
- 敵国最強兵士 - 武田真治（第3話）
- 島の歌姫たち - 星屑スキャット（第4話）
- ワタリ - マギー
- ジョルダ - 勝村政信
- ポルロ - 伊武雅刀

## スタッフ
- 監督：針生悠伺
- プロデューサー：榊田茂樹、野村敏哉、五箇公貴
- 撮影：宇賀谷友織
- 照明：平井達也
- 美術：高橋努
- ナレーター：木村匡也
- 音楽：John Snyder
  - 挿入歌：「鶴笑の歌」
作詞：東村アキコ、作曲：John Snyder、歌：Ayumi Ueda
- 録音：鴇田満男
- ドラマ編集：坪田早紀子
- エグゼクティブプロデューサー：首藤光典
- 制作協力：ビッグアーチ
- 制作：極東電視台

## エピソードリスト
第一章「鶴笑島」
- 原案：東村アキコ
- 構成：岩崎う大

第二章「箱」
- 原案：樹林伸
- 構成：内村宏幸

第三章「襲来」
- 原案：今村翔吾
- 構成：竹村武司

第四章「性」
- 原案：リリー・フランキー
- 構成：樋口卓治

第五章「結婚式」
- 原案：石田衣良
- 構成：磐木大

第六章「脱出」